# Forum Democratico dei Tedeschi in Romania
Il Forum Democratico dei Tedeschi di Romania (FDGR) (tedesco: Demokratisches Forum der Deutschen in Rumänien, in rumeno: Forumul Democrat al Germanilor din România) è un'associazione della minoranza tedesca in Romania, riconosciuta dalla HG 599 del 4 giugno 2008 come di pubblica utilità. È stato istituito durante la Rivoluzione del dicembre 1989. In virtù della legge delle parti, l'associazione può partecipare alla vita politica in Romania e può proporre candidati a livello locale e parlamentare.
Per statuto, il FDGR si dichiara il successore legale di tutte le istituzioni e organizzazioni di minoranza tedesche che sono state abolite dalla coercizione. In virtù di questa ipotesi, il FDGR era un beneficiario controverso di alcuni edifici del Gruppo etnico nazista tedesco.
Il primo presidente del FDGR era Thomas Nägler. Durante il periodo 2002-2013, la carica di presidente del partito è stata affidata a Klaus Johannis, sindaco di Sibiu. Dal 2013 il presidente del partito è il Dr. Paul-Jürgen Porr. Il presidente onorario del partito è Paul Philippi.
Nelle elezioni locali del 2004 il FDGR ha tenuto la maggioranza in Consiglio comunale di Sibiu (16 su 23 consiglieri) e il Consiglio del Distretto di Sibiu (11 su 33 consiglieri).
Alle elezioni amministrative del 2008 il FDGR ha ottenuto 53.23% dei voti per il Consiglio comunale di Sibiu (14 consiglieri comunali) e Martin Bottesch, presidente secondo il consiglio del distretto e candidato del FDGR per un altro mandato, è stato rieletto, il più preferito.

## Rappresentanza in Parlamento
Tutte le 18 minoranze etniche riconosciute dallo stato in Romania hanno diritto a un deputato nella Camera dei deputati su un conteggio di 341 membri, grazie alla legislazione elettorale rumena favorevole alle minoranze, indipendentemente dai risultati elettorali delle loro rappresentazioni politiche. Solo la rappresentanza politica della minoranza ungherese ottiene voti sufficienti nelle elezioni per poter inviare più di un deputato al minimo. Le altre 17 rappresentanze di minoranza devono essere soddisfatte con l'unico contenuto minimo di membri sulla base dei risultati elettorali. Ciò vale anche per i rappresentanti della minoranza tedesca, poiché questo è stato estremamente indebolito numericamente dall'emigrazione di massa degli anni '90 e quindi ha solo una piccola base elettorale. Al censimento all'inizio del 2012, solo 36.884 cittadini rumeni hanno confessato alla minoranza tedesca. Membro del DFDR dal 2008 è Ovidiu Ganț, uno Svevo del Banato.

## Presidenti
- 1990-1992: Thomas Nägler
- 1992-1998: Paul Philippi
- 1998-2002: Wolfgang Wittstock
- 2002-2013: Klaus Johannis
- dal 2013: Paul-Jürgen Porr[5][6]

## Deputati FDGR
- Ingmar Brandsch, nella legislatura 1990-1992;
- Wolfgang Wittstock, nella legislatura 1992-1996;
- Werner Horst Brück, 1996-1997;
- Wolfgang Wittstock, 1997-2004;
- Ovidiu Victor Ganț, dal 2004.

## Sindaci
Il sindaco più famoso del FDGR è Klaus Iohannis, primo sindaco eletto di Sibiu nel 2000.
Nelle elezioni locali del 2004 sono stati eletti due sindaci della città, a Sibiu e Mediaș, e un sindaco di Cisnădie.
Alle elezioni locali nel 2008, sono stati raggiunti da un altro sindaco della città, Avrig.
Alle elezioni locali del 2016 il partito ha ottenuto un unico mandato di sindaco della città. È stato vinto da Astrid Fodor a Sibiu, che ha ottenuto il 57,13% dei voti.

## Risultati elettorali

### Elezioni parlamentari
| Anno | Voto   | %         | %     | %      | %     | %         | %    | %             |
| Anno | Voto   | Nazionale | Sibiu | Brașov | Timiș | Satu Mare | Arad | Caraș-Severin |
| ---- | ------ | --------- | ----- | ------ | ----- | --------- | ---- | ------------- |
| 1990 | 38 768 | 0,3       | 5,9   | 1,8    | 1,6   |           | 0,8  |               |
| 1992 | 34 471 | 0,2       | 3,7   | 1,2    | 1,7   | 1,0       | 0,5  | 1,9           |
| 1996 | 23 888 | 0,2       | 1,4   | 1,1    | 0,5   | 0,2       | 0,8  | 0,8           |
| 2000 | 40 844 | 0,4       | 8,9   | 0,8    | 1,8   | 0,7       | 0,5  | 0,7           |
| 2004 | 36 166 | 0,4       | 10,7  | 0,6    | 0,9   | 0,5       | 0,5  | 0,5           |
| 2008 | 23 190 | 0,3       | 4,3   | 0,7    | 1,0   | 0,4       | 0,5  | 0,5           |
| 2012 | 39 175 | 0,5       | 8,1   | 1,8    | 1,1   | 0,8       | 0,7  | 0,6           |
| 2016 | 12 375 | 0,2       | 1,8   | 0,6    | 0,5   | 0,4       | 0,2  | 0,3           |